# Колеђентилеско (Ријети)
Колеђентилеско је насеље у Италији у округу Ријети, региону Лацио.
Према процени из 2011. у насељу је живело 18 становника. Насеље се налази на надморској висини од 1028 м.